# Didon construisant Carthage ou l'Ascension de l'Empire carthaginois
Didon construisant Carthage ou l'Ascension de l'Empire carthaginois est un célèbre tableau du peintre William Turner datant de 1815 et conservé à la National Gallery de Londres.

## Présentation
Le sujet est tiré de l'Énéide de Virgile. Le personnage en blanc à gauche est Didon. Sur la droite du tableau, est figurée la tombe érigée pour son époux défunt, Sychée. Turner a pu être inspiré, pour son coucher de soleil rougeoyant, par l'éruption du Tambora intervenue en avril 1815 mais dont les suites purent s'observer durant plusieurs mois,.

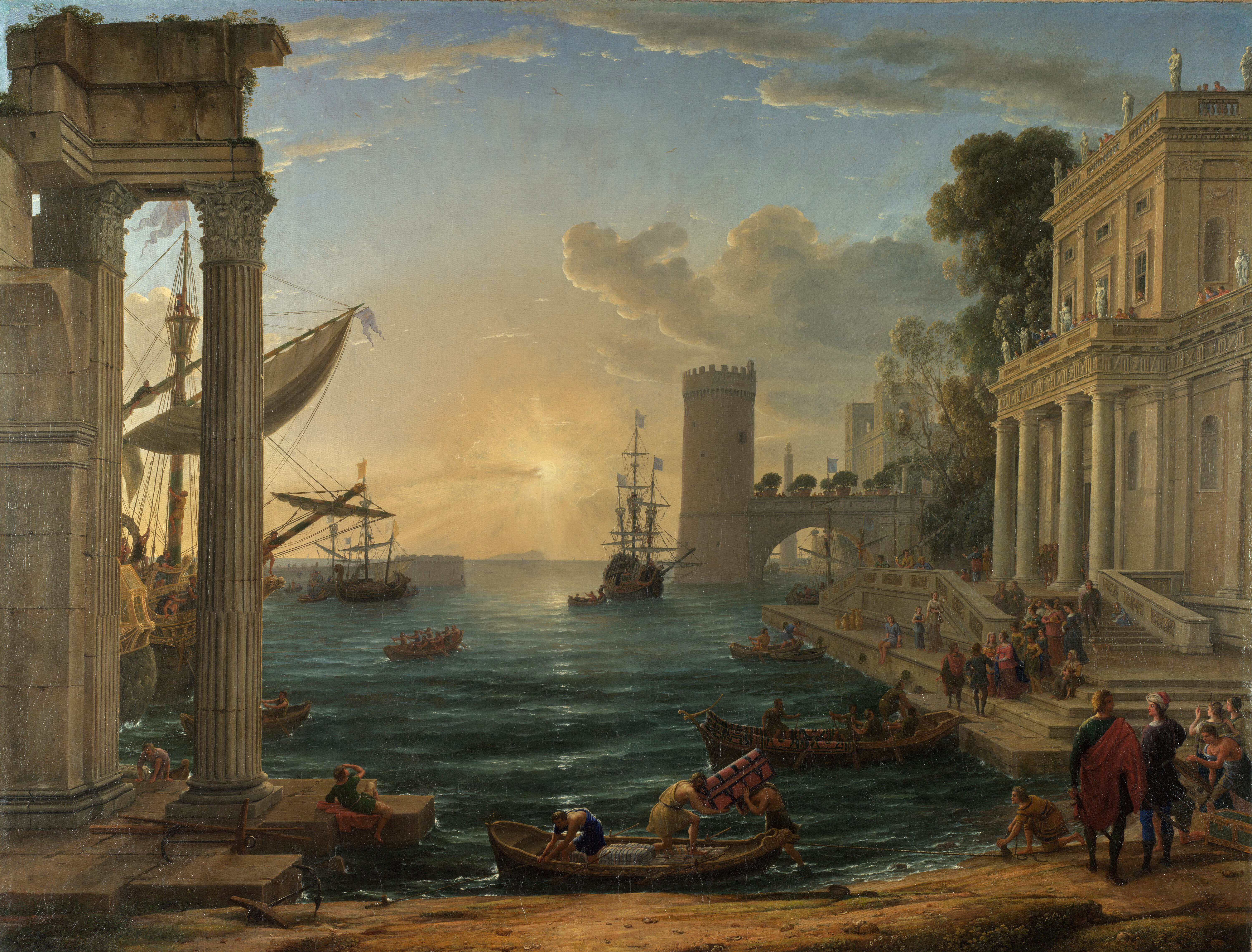
L'Embarquement de la reine de Saba, Claude Gellée dit le Lorrain (1648).

Illustrant parfaitement la formation classique de Turner, l'artiste considérait ce tableau comme l'une de ses œuvres les plus importantes. Paysage historique fortement influencé par le Lorrain, il témoigne de l'enseignement de Joshua Reynolds à la Royal Academy, et de la volonté de ce dernier d'acclimater la théorie néo-classique à la peinture anglaise.
Turner a demandé que ce tableau soit accroché à côté de L'Embarquement de la reine de Saba du Lorrain dans la National Gallery.

## Article lié
- Le Déclin de l'Empire carthaginois, toile de 1817 du même artiste.